# Événement élémentaire
En théorie des probabilités, on appelle événement élémentaire un ensemble de l'univers (un évènement) constitué d'un seul élément. Par exemple dans un jeu de carte classique de 52 cartes, tirer le roi de cœur est un événement élémentaire car le paquet de carte ne contient qu'un seul roi de cœur.  
Supposons qu'une tribu contienne tous les événements élémentaires ; elle contient alors toutes les parties {\displaystyle A} finies ou dénombrables de {\displaystyle \Omega }, et chacune de ces parties peut s'écrire sous la forme :
{\displaystyle A=\bigcup _{\omega \in A}\{\omega \}}
La réunion étant disjointe, cette relation permet de déterminer la probabilité de tout événement {\displaystyle A} à partir des probabilités des événements élémentaires constituant {\displaystyle A}.
Pour n'importe quel univers discret (fini ou dénombrable), une probabilité est donc entièrement déterminée par les valeurs qu'elle prend en les événements élémentaires.
Si l'univers est fini et si l'hypothèse d'équiprobabilité des événements élémentaires est applicable, on peut écrire pour tout événement {\displaystyle A},
{\displaystyle P(A)={\frac {\mathrm {card} (A)}{\mathrm {card} (\Omega )}}}